# Голубое Озеро (Марий Эл)
Голубое Озеро (мар. Кандыер) — посёлок в Медведевском районе Марий Эл Российской Федерации. Входит в состав Шойбулакского сельского поселения.
Численность населения — 3 человека (2014 год).

## География
Располагается в 11 км на север от административного центра сельского поселения — села Шойбулак. В посёлке имеется небольшой пруд. С севера и запад посёлок окружён лесами.

## История
Посёлок создан 5 апреля 1973 года на базе Пеленгерского лесничества Пригородного лесхоза. В поселке имелось 11 хозяйств и 32 жителя.

## Население
| 2010 | 2011 | 2012 | 2013 | 2014 |
| ---- | ---- | ---- | ---- | ---- |
| 0    | ↗2   | →2   | ↗3   | →3   |

Национальный состав на 1 января 2014 г. — русские.

## Описание
Улично-дорожная сеть посёлка имеет грунтовое покрытие. Жители проживают в индивидуальных домах (всего — 10 домов), не имеющих централизованного водоснабжения и водоотведения. Посёлок не газифицирован.